# Terry Dozier
Terry Linnard Dozier, född 29 juni 1966 i Baltimore i Maryland, är en amerikansk före detta professionell basketspelare (SF) som tillbringade en säsong (1989–1990) i den nordamerikanska basketligan National Basketball Association (NBA), där han spelade för Charlotte Hornets.
Under sin NBA-karriär gjorde han 22 poäng (2,4 poäng per match), tre assists samt 15 rebounds, räddningar från att bollen ska hamna i nätkorgen, på nio grundspelsmatcher.
Dozier spelade också som proffs i Australien, Cypern, England, Israel, Italien och Japan.
Han blev aldrig NBA-draftad.
Innan Dozier blev proffs studerade han vid University of South Carolina och spelade för deras idrottsförening South Carolina Gamecocks.
Dozier är farbror till P.J. Dozier och släkt med Reggie Lewis.